# Ustilago syntherismae
Ustilago syntherismae är en svampart som först beskrevs av Ludwig David von Schweinitz, och fick sitt nu gällande namn av Peck 1875. Ustilago syntherismae ingår i släktet Ustilago och familjen Ustilaginaceae.   Inga underarter finns listade i Catalogue of Life.